# Majd Khalifeh
Majd Khalifeh (Arabisch: مجد خليفة) (Dubai, 1983) is een Palestijns-Belgische journalist bij VRT.  
Khalifeh werd in 1983 geboren in Dubai, en heeft Palestijnse roots. In 1948 werd zijn familie tijdens de Al-Nakba verdreven uit de streek rond de kuststad Haifa in het huidige Israël. Khalifeh woonde in de Verenigde Arabische Emiraten, Tunesië, Libië, Syrië, Jordanië en Koeweit, alvorens hij zich in 2004 in België vestigde.
In 2012 maakte regisseur Senne Dehandschutter voor het programma Vranckx de documentaire Stateless waarin Khalifeh voor het eerst op zoek ging naar zijn Palestijnse roots. Naar aanleiding daarvan lanceerde Khalifeh samen met Pieter Stockmans en fotograaf Xander Stockmans Tussen Vrijheid en Geluk, een journalistiek project voor MO* over gewone mensen in de Arabische wereld.
In september 2017 publiceerde Khalifeh samen met Thijs Delrue Herboren – Hier komt een nieuwe Belg bij Uitgeverij Van Halewyck over zijn traject als vluchteling en nieuwkomer in Vlaanderen.

## Erkenning
- 2012: Eerste Jongerenambassadeur voor de vrede uitgereikt door Pax Christi op 12 december.[5]
- 2017: Liberales-boek van het jaar voor Herboren.[6] Volgens voorzitter Claude Nijs was de jury vooral geraakt door het levensverhaal van Khalifeh, en hoe hij zich vanuit een moeilijke situatie een weg wist te banen naar een positieve toekomst.[7]